# Valentin Novák
Valentin Novák (10. ledna 1913 Kyjev – 27. prosince 1995 Žatec) byl volyňský Čech, příslušník zahraničního odboje, palubní střelec 311. československé bombardovací perutě a politický vězeň komunistického režimu.

## Život

### Před druhou světovou válkou
Valentin Novák se narodil 10. ledna 1913 v Kyjevě. Vystudoval osmileté gymnázium a začal studovat vysokou školu ve Varšavě.

### Druhá světová válka
Po vypuknutí druhé světové války se Valentin Novák 8. září 1939 v Lešně přihlásil do československé zahraniční jednotky. Po pádu Polska byl společně s dalšími internován v Sovětském svazu postupně v táborech Oranka a Suzdal. Po propuštění vyjednaném československou exilovou vládou se společně s dalšími přesunul přes Moskvu, Oděsu a Istanbul do Palestiny, kde byl zařazen do Československého pěšího praporu 11 – Východního. Jako jeho příslušník se zúčastnil bojů u Tobruku. Po reorganizaci praporu na Československý lehký protiletadový prapor 200 – Východní se stal jeho příslušníkem. V říjnu 1942 se přihlásil do letectva a 2. ledna 1943 byl přijat Royal Air Force. Po patřičném výcviku byl na jaře 1944 zařazen jako palubní střelec k 311. československé bombardovací peruti. Jako její příslušník se účastnil protiponorkových a protilodních hlídkových letů na oceánem v posádce Jiřího Osolsobě a to až do konce války.

### Po druhé světové válce
Po návratu do Československa v srpnu 1945 pokračoval Valentin Novák v armádní službě na pozici náčelníka štábu letecké spojovací školy v Pardubicích a Chrudimi. Absolvoval pilotní výcvik a dosáhl hodnosti štábního kapitána. Dne 1. května 1949 byl komunistickou mocí poslán na nucenou dovolenou, dne 10. ledna 1950 byl zatčen a ve vykonstruovaném procesu odsouzen za údajné nedbalé uchovávání státního tajemství ke čtyřem měsícům vězení. Neškodné předměty zabavené během domovní prohlídky byly "vyhodnoceny" jako předměty služebního a státního tajemství. Následoval oficiální vyhazov z armády a pobyt na Mírově bez jakéhokoliv vysvětlení ve skutečné délce osmnácti měsíců. Propuštěn byl v červenci 1951, následně pracoval jako zedník. V roce 1963 byl jeho trest zrušen a byl částečně rehabilitován. V roce 1991 byl rehabilitován zcela a povýšen do hodnosti plukovníka ve výslužbě. Žil v Žatci, kde zemřel v 27. prosince 1995. Pohřben je na Městském hřbitově v Žatci.